# 笠井藍水
笠井 藍水（かさい らんすい、1891年（明治24年）1月3日 - 1974年（昭和49年）11月15日）は、日本の歴史家・郷土史家。徳島県の郷土史研究や各市町村史編纂の基盤確立に大きな役割を果たした。本名は笠井（吉田） 高三郎（かさい（よしだ） たかさぶろう）。

## 来歴・人物
1891年1月3日、徳島県美馬郡脇町に笠井量平の三男として生まれる。
1909年、早稲田中学校を卒業する。卒業後、水彩画講習所でデッサンの勉強をしていたが、家族の要請により、1910年に脇町に帰郷する。
1913年8月23日、脇町収入役に就任し、『美馬郡郷土誌』編纂のために美馬郡教育会嘱託を兼任する。1915年10月19日、辞任する。
1916年、海部郡日和佐町（現・美波町）に移住し、笠井郷土史研究所を開設する。また、吉田家に養子縁する。1917年、『麻植郡誌』編纂のために麻植郡教育会嘱託となる。1924年、徳島日日新報社の記者となる。1926年、笠井姓に戻す。1931年から、儒学者である佐野之憲が編纂した漢文記述の『阿波志』（1815年）を和訳し、1932年に『阿波誌』として出版する。
1949年、徳島県史跡名勝天然記念物調査員に、1952年、徳島県文化財保護委員になる。1952年11月、徳島県教育会から教育功労者として表彰される。
1974年11月19日、日和佐町で亡くなる。享年83歳。
2002年12月8日、美波町日和佐図書・資料館において「笠井藍水先生顕彰碑」の除幕式が行われる。

## 家族
父の笠井量平（1847-1921）は美馬郡会議員。
兄（量平の長男）の笠井新也（1884-1956）は考古学者、兄（量平の次男）の笠井経治郎は医学博士。

## 著作

### 著書

#### 単著
- 『高越山』笠井高三郎、1915年9月。
- 『科学的新研究 囲碁宝典本筋之打方』槌谷大正堂書店、1926年8月。全国書誌番号:42016413。
- 『郷土研究 徳島県誌』芳川堂印刷所、1928年8月。 NCID BA43786295。全国書誌番号:44012012 全国書誌番号:54012774。
- 『囲碁 布石法原理』槌谷和吉、1930年1月。
- 『徳島県新名勝案内』阿波名勝会、1934年10月。 NCID BB04263159。
- 『鳴門案内』笠井藍水、1936年2月。
- 『四国地方郷土研究録』笠井出版部、1941年10月。 NCID BA62348320。全国書誌番号:44006329。
  - 『四国地方郷土研究録』（増補版）笠井出版部、1943年3月。 NCID BA51977561。
- 『土御門上皇聖蹟之研究』阿波聖蹟研究会、1944年6月。 NCID BB04668853。全国書誌番号:46040537。
- 『日和佐郷土読本』笠井研究所、1949年。
- 『下灘郷土読本』笠井藍水、1949年。
- 『三岐田町郷土読本』笠井藍水、1950年。 NCID BA34908019。
- 『桑野・新野・福井郷土読本』笠井藍水、1953年。
- 『富岡付近郷土資料』笠井藍水、1954年。
- 中山徹編 編「南海大地震の真相（郷土研究論説集 笠井藍水）」『南海大地震の記録』中山徹、2013年7月。
- 春川登編 編『薬王寺誌』県南キャンパス事業推進協議会、2016年2月。 NCID BB22319481。

#### 翻訳
- 笠井藍水 訳『阿波誌』芳川堂、1932年1月。 NCID BA45365312。全国書誌番号:46076671。
  - 笠井藍水 訳『阿波誌』歴史図書社、1976年3月。 NCID BN06436718。全国書誌番号:73014000。

#### 編集
- 『美馬郡郷土誌』美馬郡教育会、1915年5月。 NCID BA51843725。全国書誌番号:43018645。
- 『麻植郡誌』麻植郡教育会、1922年5月。 NCID BN09863307。全国書誌番号:43042996。
  - 『麻植郡誌』臨川書店、1973年2月。 NCID BN10856229。全国書誌番号:73003180。
- 『徳島県囲碁名鑑 附本筋之打方』黒崎書店〈岩村武勇文庫〉、1927年1月。
- 『海部郡誌』海部郡誌刊行会、1927年12月。 NCID BN10783974。
- 『囲碁秘訣集』槌谷大正堂、1934年。全国書誌番号:44036959。
- 『日和佐町郷土誌』徳島県日和佐町公民館、1957年6月。 NCID BA45006502。
- 『新編美馬郡郷土誌』美馬郡教育会、1957年12月。 NCID BN13498318。全国書誌番号:59007932。
  - 『新編美馬郡郷土誌』聚海書林、1981年9月。ISBN 9784915521034。 NCID BN06911469。全国書誌番号:81046167。
- 『赤河内村郷土誌』徳島県日和佐町公民館、1959年1月。 NCID BA85279103。全国書誌番号:59004893。
- 『脇町誌』脇町誌編集委員会、1961年1月。 NCID BN1349841X。全国書誌番号:63008547。

### 論文
- 「四国及び肥前の氏堂と舞台」『民族学研究』第7巻第3号、日本文化人類学会、1941年12月、363-375頁、doi:10.14890/minkennewseries.7.3_363、NAID 110001098949。